# Callorhinchus callorynchus
El pejegallo, pez gallo, pez elefante o músico (Callorhinchus callorhynchus) (del griego kallos κάλλος  -belleza- y rhynchos ρυνχος  -hocico, morro-) es una especie de pez holocéfalo del orden Chimaeriformes que habita en el cono sur de América.

## Descripción
Su talla máxima es de 102 cm para las hembras y de 87 para los machos. Alcanzan los 40 cm con tres años de edad. Su cuerpo es alargado, fusiforme, con coloración plateada brillante y grandes manchas oscuras. Presenta en su hocico una característica protuberancia ganchuda que recuerda a una pequeña trompa o probóscide. Existe dimorfismo sexual, en el cual el macho presenta ganchos pélvicos.
Es una especie muy fértil, con madurez sexual temprana (longitud promedio de las hembras en su primera reproducción: 50,2 cm) y que deposita un elevado número de huevos. El apareamiento y desove tiene lugar entre los meses de julio a noviembre. La fecundación es interna y deposita los huevos sobre el sustrato. La mayor parte de los huevos colectados se han hallado a profundidades de entre 20 y 40 m, siendo 102 m la profundidad más extrema conocida. La duración de su vida es muy moderada, con no más de 10 años de longevidad, si bien las hembras superan la edad de los machos en 2-3 años.

## Distribución
Especie demersal que habita en las costas del Cono Sur de América, en aguas de Perú, Chile, Argentina, Islas Malvinas y Uruguay. 
Suele encontrarse en aguas poco profundas, rara vez sobrepasando los 150-200 metros de profundidad aunque se han producido capturas a una profundidad de 481 m en aguas chilenas. Vive en la plataforma costera y continental, probablemente sobre todo tipo de fondos rocosos, arenosos y fangosos. Aparentemente se asocia a otras especies como Stromateus brasiliensis y Discopyge tschudii.
Parece mostrar una migración estacional, aproximándose a aguas más someras en primavera y bajando a aguas más profundas en invierno. En cuanto a su abundancia y estatus poblacional, sus capturas están sometidas a ciclos muy fluctuantes que duran varios años.

## Alimentación
Es una especie de hábitos típicamente bentónica, trituradora (crusher), que se alimenta principalmente de moluscos. Se alimenta además de peces de menor talla (sardinas, anchovetas, pejerrey, etc), jaibas, almejas y calamares.